# Auditorio Araújo Vianna
El Auditorio Araújo Vianna (en portugués: Auditório Araújo Vianna) es un espacio cultural de Porto Alegre, en Brasil localizado en el Parque Farroupilha. Su nombre es un homenaje a José de Araújo Viana, compositor brasileño que produjo entre el siglo XIX y el siglo XX. Su ópera más famosa se titula "Carmela", y sigue el patrón difundido en la época en Italia, donde el compositor obtuvo su formación.
Inaugurado en 1927 en el espacio donde hoy se encuentra el edificio de la Asamblea Legislativa, el auditorio tiene gran proyección en su sede original. Se trata de una concha acústica con estilo neoclásico a cielo abierto.